# Gwen Hoebig
Gwen Hoebig (* 19. September 1959 in Vancouver) ist eine kanadische Geigerin und Musikpädagogin.

## Leben
Hoebig hatte den ersten Unterricht bei ihrem Vater und studierte dann bei Sydney Humphreys in Victoria, Stephen Staryk und John Loban in Vancouver sowie Ivan Galamian und Sally Thomas an der Juilliard School. Sie debütierte siebenjährig mit dem Vancouver Youth Orchestra und war in den Folgejahren Preisträger zahlreicher Festivals und Wettbewerbe in Kanada und Europa. In der Kategorie Streicher gewann sie 1972 beim CBC National Music Festival und 1975 beim CBC Talent Festival. Im Trio mit Jon Kimura Parker und ihrem Bruder Desmond Hoebig belegte sie 1975 den zweiten Platz bei der Concertina Praga. 1976 erhielt sie den Großen Preis bei den Canadian Music Competitions, und 1981 den Zweiten Preis beim Internationalen Violinwettbewerb in München. Mit ihrem Bruder und ihrem Mann David Moroz gründete sie 1979 das Hoebig/Moroz Trio, das bis 2003 aktiv war und 1983 den Ersten Preis bei der CBC Radio Talent Competition erhielt.
Von 1983 bis 1985 war Hoebig Konzertmeisterin des Orchestre des Jeunes du Quebec, ab 1984 außerdem Mitglied des Montreal Symphony Orchestra. Von 1987 bis 2003 war sie Konzertmeisterin des Winnipeg Symphony Orchestra, daneben von 1987 bis 1990 Konzertmeisterin des Manitopa Chamber Orchestra. Außerdem trat sie als Solistin mit anderen kanadischen und europäischen Sinfonieorchestern auf. Mit John Kadz gründete sie 1997 das Morningstar Music Bridge Program, ein internationales Sommer-Musikfestival in Calgary.
Das besondere Interesse Hoebigs gilt der zeitgenössischen Musik. Sie spielte die Uraufführung von Violinkonzerten Patrick Carrabres (1996), Sophie-Carmen Eckhardt-Gramattés und Gary Kuleshas (2000) und die kanadische Erstaufführung von Violinkonzerten Joan Towers, Christopher Rouses und Philip Glass’. Von 1988 bis 1991 und erneut ab 2002 unterrichtete sie an der University of Manitoba, ab 1989 außerdem am Mount Royal College in Calgary. 2009 wurde sie zur Botschafterin des Canadian Music Centre ernannt.